# دامارلا تشينابا ناياكادو
دامارلا تشينابا ناياكادو (بالإنجليزية: Damarla Chennapa Nayakadu) كان ناياكادو حاكم التيلوجو في بلدتي سريكالاستي وفاندافاسي. كما شغل منصب القائد العام تحت قيادة فينكاتاباتي الخاضع لراية إمبراطورية فيجاياناغارا. سميت مدينة تشيناي عاصمة ولاية تاميل نادو الهندية باسمه. وحد وقاد ناياكادو زعماء القبائل خلال عهد إمبراطورية فيجاياناغار في الحصول على السلطة الكاملة بعد تقهقر الإمبراطورية لتصبح منطقة ناياكس جزء من كالاهاستي.